# Pucołowo

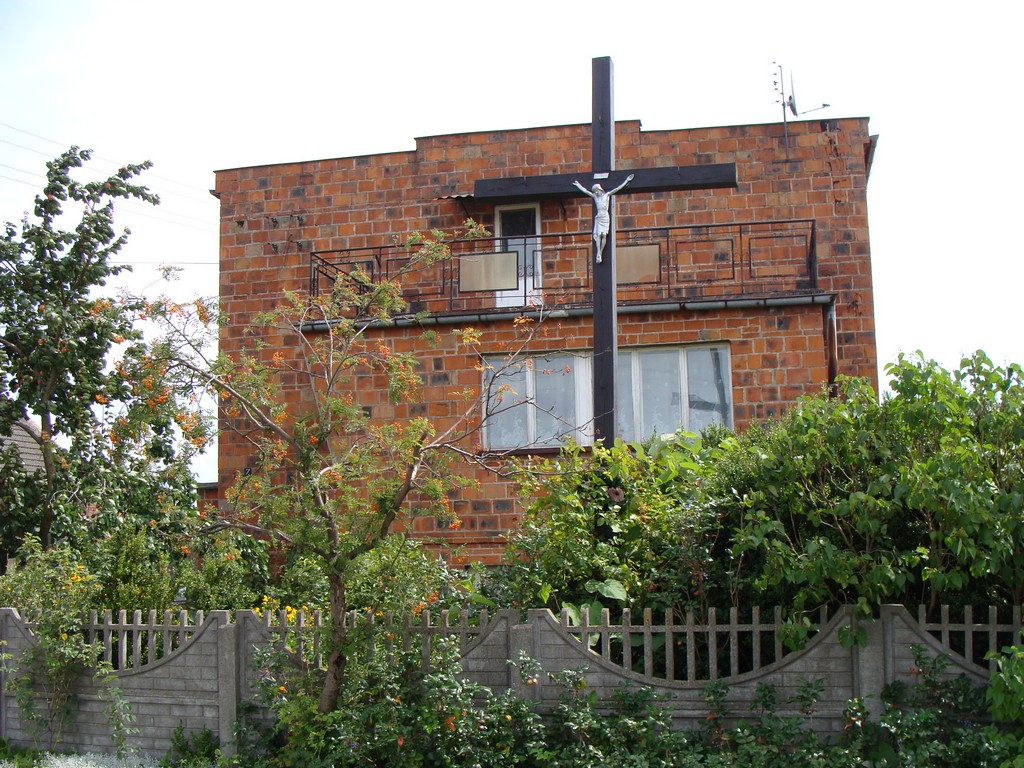
Kapliczka przydrożna

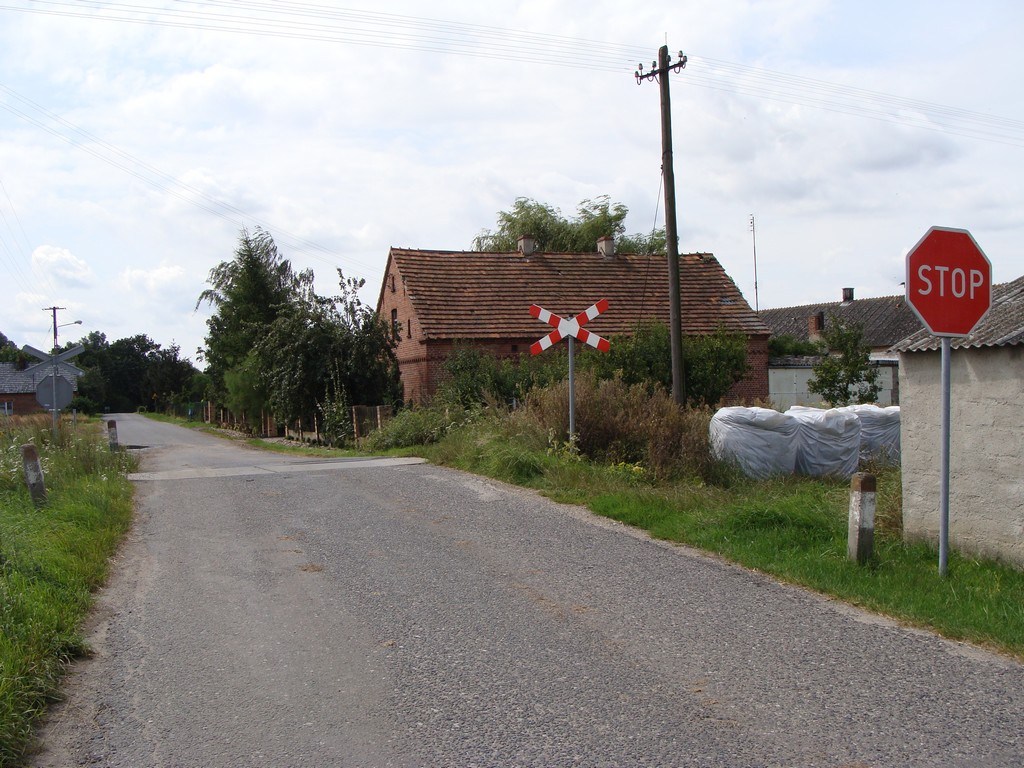
Przejazd kolejowy

Pucołowo – wieś w Polsce położona w województwie wielkopolskim, w powiecie śremskim, w gminie Śrem. W latach 1975–1998 miejscowość należała administracyjnie do województwa poznańskiego.
Wieś położona 8 km na zachód od Śremu przy drodze wojewódzkiej nr 310 (Śrem - Czempiń - Głuchowo), znajduje się tutaj skrzyżowanie z drogą powiatową nr 4069 do Kadzewa przez Błociszewo. Do świątków przydrożnych należy krzyż z 1990.